# Orquestra Sinfônica Nacional Dinamarquesa

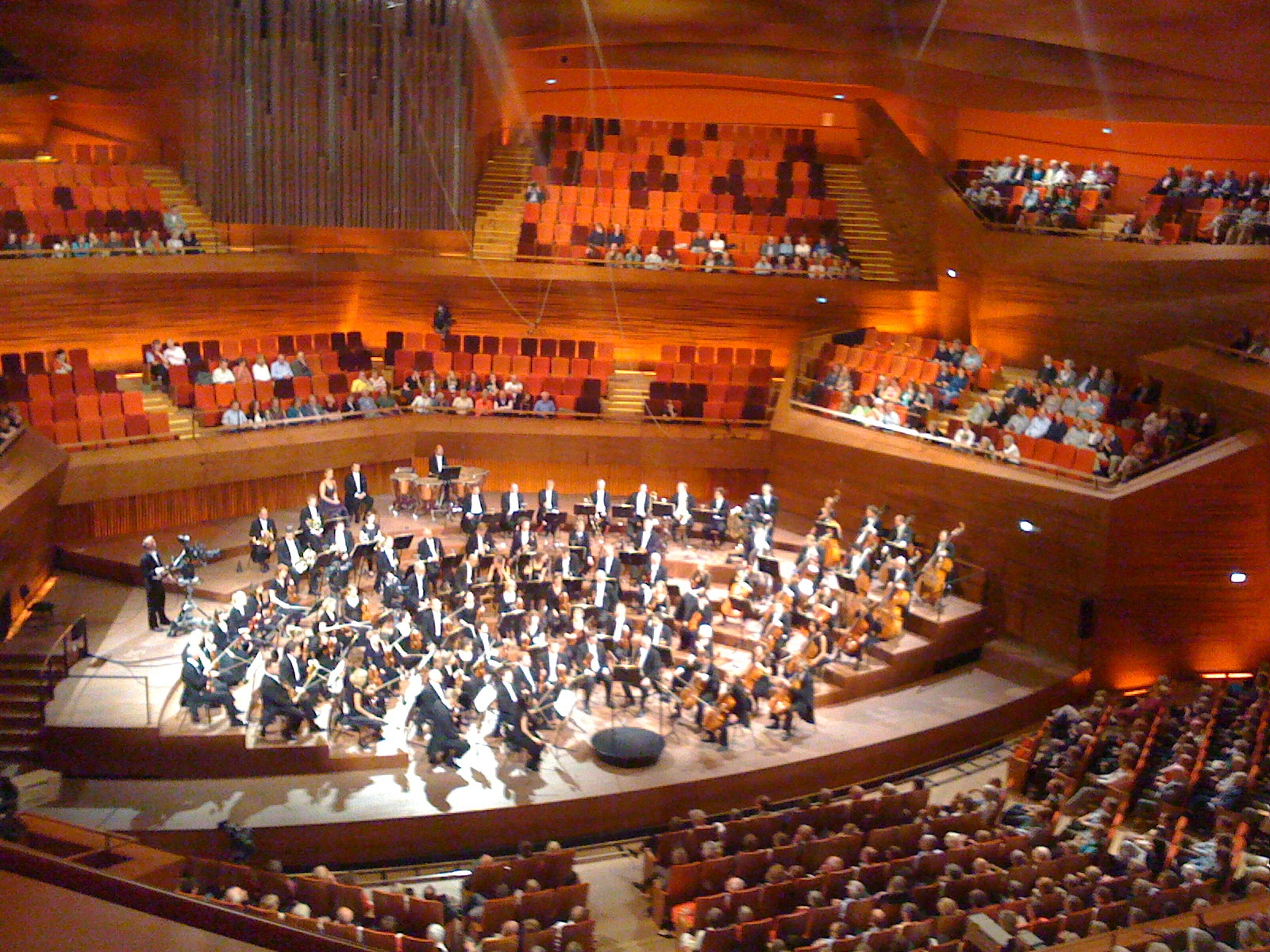

A Orquestra Sinfônica Nacional Dinamarquesa(pt-BR) ou Orquestra Sinfónica Nacional Dinamarquesa(pt-PT?) (em dinamarquês: DR Symfoniokerstret) é a maior e mais renomada orquestra sinfônica da Dinamarca e está baseada em Copenhaga.
É uma das mais antigas orquestras sinfônicas de rádio do mundo, fundada em 1925 por dois músicos: os maestros Fritz Busch e o russo Nikolai Malko. Desde o verão de 2004, Thomas Dausgaard que era o Maestro Convidado Residente, tomou o posto de Maestro Residente. Seu predecessor foi o maestro alemão Gerd Albrecht. Yuri Temirkanov é o atual Maestro Convidado Residente.

## Maestros

### Maestro Residente
- 2004- Thomas Dausgaard
- 2000-2004 Gerd Albrecht
- 1995-1998 Ulf Schirmer
- 1988-1995 Leif Segerstam
- 1986-1988 Lamberto Gardelli
- 1967-1977 Herbert Blomstedt

## Maestros Convidados
- 1983-1985 Hans Graf
- 1979-1982 Jan Krenz
- 1968-1976 Sergiu Celibidache
- 1954-1960 Rafael Kubelik
- 1949-1964 Eugene Ormandy
- 1933-1951 Fritz Busch
- 1930-1960 Nicolai Malko